# N.B.
N.B. es el título del segundo disco de la exitosa cantante Inglesa Natasha Bedingfield. Fue publicado el 30 de abril de 2007 en el Reino Unido, y en los precedentes días se publicó a lo largo de todo el mundo. Se espera que el disco se publique en Estados Unidos en agosto de 2007.

## El disco
El álbum cuenta con colaboraciones de la rapera americana Eve y el líder de Maroon 5, Adam Levine. La mayor parte de las canciones del disco tratan sobre temas de amor y de relaciones, temas opuestos a su primer disco, que trataban sobre la independencia y el oportunismo.
Desde su publicación, el disco recibió multitud de opiniones y críticas desde diversos medios de comunicación en todo el mundo. El primer single del disco es "(I Wanna Have Your) Babies", que llegó al #7 en el Reino Unido y consiguió un éxito muy moderado en el resto del mundo.
El disco consiguió entrar en el #9 de las listas de álbumes del Reino Unido, pero bajó en la segunda semana al #23, y en la tercera semana, ya estaba en el #52. En el resto del mundo, el disco fue un fracaso, teniendo unas ventas muy bajas con respecto a su predecesor, "Unwritten", del cual vendió casi 10 millones de copias en todo el mundo. Este disco ha llegado, después de algo más de un mes en los charts mundiales, al millón de copias vendidas en todo el mundo.
El segundo single, "Soulmate", fue publicado el 2 de junio de 2007, llegando de nuevo al #7 en el Reino Unido, y siendo un éxito muy moderado en el resto del mundo.
Su tercer single fue "Say It Again".

## Lista de canciones
1. "How Do You Do?" - 3:41
2. "I Wanna Have Your Babies" - 3:36
3. "Soulmate" - 3:32
4. "Who Knows" - 3:46
5. "Say It Again" - 3:29
6. "Pirate Bones" - 3:46
7. "Backyard" - 3:27
8. "Tricky Angel" - 3:04
9. "When You Know You Know" / "I Think They're Thinking" (Interlude) - 3:47
10. "(No More) What Ifs" (featuring Eve) - 4:06
11. "Not Givin' Up" - 3:48
12. "Still Here" - 3:57
13. "Smell The Roses"  Includes "Lay Down" and "Loved By You" (hidden tracks) - 17:20

European/Asian bonus tracks
1. "Unwritten"

iTunes exclusive
1. "The Scientist" (Live) (Pre-order exclusive)
2. "These Words (Dwele remix) (Pre-order exclusive)
3. "Unwritten" (Manny Marroquin mix)
4. "Lay Down"
5. "Loved By You"

- Datos: Q929433